# Parisette (film, 1921)
Pour les articles homonymes, voir Parisette.
Pour plus de détails, voir Fiche technique et Distribution.
Parisette est un film muet français réalisé par Louis Feuillade en 1921, dont la sortie s'est faite en deux temps : le 10 décembre 1921 (sortie limitée) et le  3 mars 1922 (sortie nationale).

## Épisodes
Le film comporte douze épisodes :
* 1 - Manoela
* 2 - Le secret de Madame Stephan
* 3 - L'affaire de Neuilly
* 4 - L'enquête
* 5 - La piste
* 6 - Grand-Père
* 7 - Le faux révérend
* 8 - Family house
* 9 - L'impasse
* 10 - Le triomphe de Cogolin
* 11 - La fortune de Joaquim
* 12 - Le secret des Costabella

## Fiche technique
- Réalisation : Louis Feuillade
- Scénario : Louis Feuillade
- Chef-opérateur : Maurice Champreux, Léon Morizet
- Décors : Robert-Jules Garnier
- Montage : Maurice Champreux
- Assistant-réalisateur : Émile André, Robert Florey
- Musique : Vladimir Dyck
- Durée : 380 minutes (6 h 20)
- Date de sortie : 
  - France : 10 décembre 1921 (sortie limitée)
  - France : 3 mars 1922 (sortie nationale)

## Distribution
- Sandra Milowanoff : Parisette
- Georges Biscot : Cogolin
- Fernand Herrmann : le banquier Stephan
- Édouard Mathé : Pedro Alvarez
- René Clair : Jean Vernier
- Henri-Amédée Charpentier : Le père Lapusse
- Jeanne Rollette : Mélanie Parent
- Jane Grey : Madame Stephan
- Pierre de Canolle : Joseph
- Bernard Derigal : Marquis de Costabella
- Arnaud : Candido
- Bouboule
- Charles Casella
- Jules de Spoly
- Robert Florey
- Lise Jaux
- Gaston Michel
- Laurent Morléas
- Mademoiselle Kithnou